# Vladimir Gaidamașciuc
Vladimir Gaidamașciuc, né le 11 juin 1971 à Bălți en Moldavie, est un footballeur international moldave, devenu entraîneur à l'issue de sa carrière, qui évoluait au poste de milieu de terrain. 
Il compte 45 sélections et 1 but en équipe nationale entre 1992 et 2001.

## Biographie

### Carrière de joueur
Au cours de sa carrière, il remporte cinq coupes de Moldavie.

### Carrière internationale
Vladimir Gaidamașciuc compte 45 sélections et 1 but avec l'équipe de Moldavie entre 1992 et 2001. 
Il est convoqué pour la première fois par le sélectionneur national Ion Caras pour un match amical contre la Lituanie le 20 mai 1992 (1-1). Par la suite, le 18 novembre 1998, il inscrit son seul but en sélection contre l'Irlande du Nord, lors d'un match des éliminatoires de l'Euro 2000 (2-2). Il reçoit sa dernière sélection le 6 octobre 2001 contre la Turquie (défaite 3-0).

## Palmarès
- Avec le Bugeac Comrat :
  - Vainqueur de la Coupe de Moldavie en 1992

- Avec le Tiligul Tiraspol :
  - Vainqueur de la Coupe de Moldavie en 1993, 1994, 1995

- Avec le Sheriff Tiraspol :
  - Vainqueur de la Coupe de Moldavie en 1999